# Bonte strandloper
De bonte strandloper (Calidris alpina) is een vogel uit de familie van de snipachtigen (Scolopacidae).

## Kenmerken
De bonte strandloper is een kleine steltloper, met een lengte van 17 tot 21 centimeter. Dit is ongeveer zo groot als een spreeuw. De snavellengte van de bonte strandloper is variabel. De nominaatondersoort, Calidris alpina alpina uit Noord-Europa en Noord-Rusland heeft een vrij lange, omlaaggebogen snavel. De ondersoort zuidelijke bonte strandloper (Calidris alpina schinzii) heeft een vrij korte en rechte snavel. Deze ondersoort broedt in het noorden van het Verenigd Koninkrijk en Ierland en het Oostzeegebied.
In het zomerkleed heeft de bonte strandloper een helder roodbruine bovenzijde, witte flanken, een witte borst met zwarte streepjes en een zwarte buik. Het winterkleed is vrij saai zonder duidelijke kenmerken, met egaal bruingrijze bovendelen en een witte onderzijde. Jonge vogels hebben een gemberbruine kop en zijhals en zwarte vlekken op de flanken.

## Leefwijze
Het voedsel bestaat uit insecten, wormen, schelpdieren en zaden.

## Verspreiding en leefgebied
De bonte strandloper broedt in hoog- en laaggelegen gebieden in vochtige graslanden of op de toendra. Er worden tien ondersoorten onderscheiden waarvan er één, de zuidelijke bonte strandloper (Calidris alpina schinzii, rode lijstsoort), een heel enkele keer in Nederland broedt.

## Taxonomie
De volgende tien ondersoorten van de bonte strandloper worden onderscheiden:
- C. a. arctica: noordoostelijk Groenland.
- C. a. schinzii: van zuidoostelijk Groenland, IJsland, de Britse Eilanden tot Scandinavië en de Baltische Staten.
- C. a. alpina: van noordelijk Europa tot noordwestelijk Siberië.
- C. a. centralis: van het noordelijke deel van Centraal-tot noordoostelijk Siberië.
- C. a. sakhalina: van oostelijk Rusland tot Tsjoekotka.
- C. a. kistchinski: van de Zee van Ochotsk tot de Koerilen en Kamtsjatka.
- C. a. actites: Sachalin (nabij zuidoostelijk Rusland).
- C. a. arcticola: van noordwestelijk Alaska tot noordwestelijk Canada.
- C. a. pacifica: westelijk en zuidelijk Alaska.
- C. a. hudsonia: centraal Canada.

Hiervan trekt C. a. arctica van de Oostkust van Groenland ook door West-Europa.

## Status in Nederland
De zuidelijke bonte strandloper is in Nederland als broedvogel uiterst schaars. Mogelijk was de vogel in de 19e eeuw een regelmatige broedvogel. Tussen 1980 en 1998 zijn er hoogstens acht keer aanwijzingen voor een broedgeval gerapporteerd.
Omdat het een uiterst schaars en onregelmatige broedvogel is in een kwetsbare biotoop, is de zuidelijke bonte strandloper in 2004 als verdwenen op de Nederlandse rode lijst gezet.
In Nederland en België komen bonte strandlopers zeer talrijk voor op trek en in de winter. De soort is dan vooral aan te treffen in de kustgebieden en in veel kleinere aantallen ook in moerasgebieden in het binnenland. De grootste aantallen bevinden zich op moddervlakten van getijdengebieden. Tien- tot honderdduizenden zijn er in maart tot en met mei en in augustus tot en met november in het Waddengebied, maar dan aanmerkelijk minder in het Deltagebied. In de wintermaanden is dat omgekeerd, dan zijn ze vooral in het Deltagebied aanwezig en in aanmerkelijk lagere aantallen in het Waddengebied. Volgens SOVON zit er tussen 1980 en 2004 een licht stijgende lijn in de aantallen buiten de broedtijd.
De totale wereldpopulatie van de bonte strandloper is in 2015 geschat op 4,3 - 6,8 miljoen vogels. De bonte strandloper staat als niet bedreigd op de internationale IUCN rodelijst, maar valt wel onder het AEWA-verdrag.

## Afbeeldingen

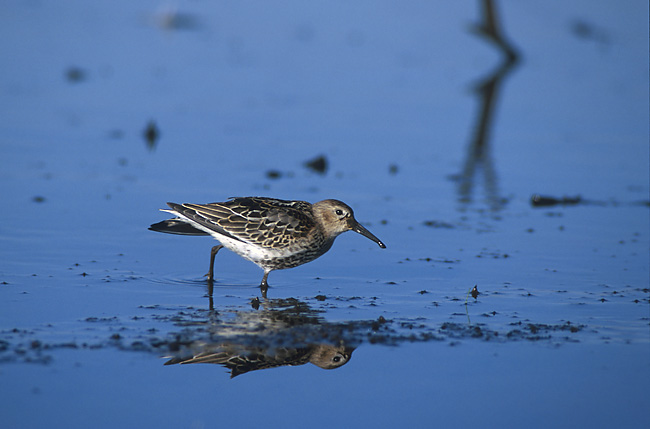
Juveniele bonte strandloper
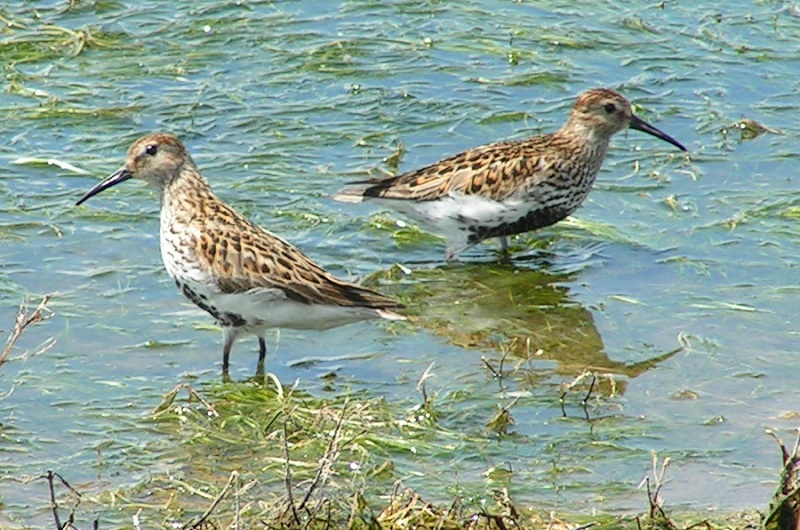
Bonte strandloper in zomerkleed